# Toxorhynchites raris
Toxorhynchites raris är en tvåvingeart som först beskrevs av George Frederick Leicester 1908.  Toxorhynchites raris ingår i släktet Toxorhynchites och familjen stickmyggor. Inga underarter finns listade i Catalogue of Life.